# Alex (ur. czerwiec 1982)
Alex, właśc. Alex Rodrigo Dias da Costa (ur. 17 czerwca 1982 w Niterói) – brazylijski piłkarz, który występował na pozycji środkowego obrońcy.

## Kariera klubowa
Alex swoją piłkarską karierę zaczynał w Santosie FC. Zadebiutował w nim 25 sierpnia 2002 roku w zremisowanym 1:1 meczu przeciwko Fluminense FC. Pierwszego gola strzelił niecały miesiąc później – 18 września – w spotkaniu z CR Vasco da Gama. Po kilku dobrych występach w brazylijskim klubie piłkarz zapewnił sobie miejsce w podstawowym składzie drużyny. Pierwszy sezon gry w Santosie FC Alex zakończył z tytułem Mistrza Brazylii. W kolejnych rozgrywkach Brazylijczyk wystąpił w 34 meczach w których mimo gry w obronie, zdołał strzelić dziewięć goli. W sezonie 2004 zawodnik wystąpił w czterech spotkaniach, po czym przeniósł się do występującej w Premier League Chelsea. Niespodziewanie wynikły jednak problemy ze zdobyciem pozwolenia na pracę w Wielkiej Brytanii – przepisy pozwalały na występy w Anglii tylko zawodnikom, którzy w reprezentacji swojego kraju w ciągu ostatnich dwóch lat wystąpili w co najmniej 75% meczów.
W zaistniałej sytuacji Alex został wypożyczony do holenderskiego PSV Eindhoven. Już w pierwszym sezonie gry w PSV zdobył podwójną koronę – został Mistrzem kraju oraz zdobył Puchar Holandii. Brazylijczyk był również czołową postacią swojej drużyny w rozgrywkach Ligi Mistrzów, w których holenderski zespół został wyeliminowany w półfinale przez AC Milan (drużyna Alexa wygrała u siebie 3:1, jednak wcześniej przegrała na San Siro w Mediolanie 0:2). W następnym sezonie PSV po raz kolejny zdobyło Mistrzostwo Holandii, a Alexowi skończyła się umowa o dwuletnim wypożyczeniu. Chelsea jednak nadal nie uzyskała pozwolenia na pracę dla Brazylijczyka, a do tego ściągnęła na Stamford Bridge Khalida Boulahrouza, który miał zastąpić Alexa. Sezon 2006/2007 Alex rozpoczął meczem z NEC Nijmegen w którym zdobył gola. Ostatecznie PSV wygrało po raz trzeci z rzędu rozgrywki Eredivisie, a w Lidze Mistrzów zostało wyeliminowane w 1/8 finału przez Olympique Lyon.
2 sierpnia 2007 roku piłkarz oficjalnie dostał pozwolenie na grę na Wyspach. Natychmiast uzgodniono warunki jego kontraktu i 14 sierpnia na konferencji prasowej londyńskiego klubu zaprezentowano go jako zawodnika Chelsea. W The Blues Alex zadebiutował już pięć dni później – 19 sierpnia w zremisowanym 1:1 meczu z Liverpoolem na Anfield Road. Pierwszy raz na Stamford Bridge zaprezentował się 2 września, kiedy to zagrał w zremisowanym 0:0 spotkaniu przeciwko Blackburn Rovers. Pierwszego gola dla Chelsea zdobył 20 października w meczu z Middlesbrough FC. Sezon 2007/2008 zakończył wraz z The Blues na drugim miejscu w tabeli oraz dotarł do finału Ligi Mistrzów, w którym londyńczycy przegrali po serii rzutów karnych z Manchesterem United. 1 listopada 2008 roku w wygranym 5:0 meczu z Sunderlandem, Alex zdobył tysięcznego gola dla Chelsea w Premier League. Sezon 2008/2009 The Blues zakończyli zwycięskim spotkaniem finału Pucharu Anglii z Evertonem, w którym Brazylijczyk wystąpił przez całe 90 minut. W kolejnych rozrywkach Chelsea po emocjonującej walce wygrała rozgrywki Premier League, a Alex ze względu na liczne kontuzje nie był podstawowym graczem i wystąpił w 16 meczach. 15 maja 2010 zagrał jednak w podstawowej jedenastce przeciwko Portsmouth w finale pucharu kraju, w którym londyńczycy po golu Didiera Drogby zwyciężyli 1:0.
W styczniu 2012 przeszedł do Paris Saint-Germain za 5 mln euro.
W czerwcu 2014 przeszedł do AC Milan na zasadzie wolnego transferu.
Wraz z końcem sezonu 2015/2016 odszedł z Milanu, który zdecydował się nie przedłużać z nim kontraktu.
W grudniu 2016 ogłosił zakończenie kariery piłkarskiej.

## Statystyki

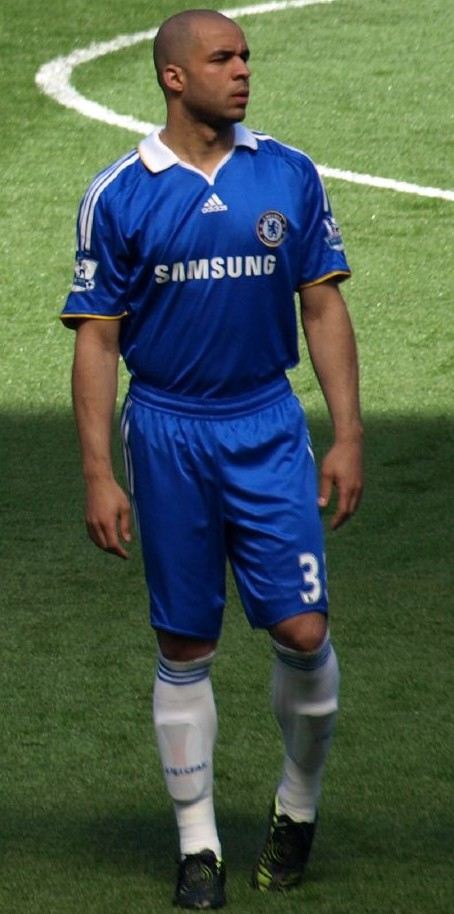
Alex grający w Chelsea F.C

| Sezon     | Klub                 | Kraj     | Rozgrywki      | Mecze | Gole | Rozgrywki Europy   | Mecze | Bramki |
| --------- | -------------------- | -------- | -------------- | ----- | ---- | ------------------ | ----- | ------ |
| 2002      | Santos FC            | Brazylia | Série A        | 19    | 3    | –                  | –     | –      |
| 2003      | Santos FC            | Brazylia | Série A        | 34    | 9    | –                  | –     | –      |
| 2004      | Santos FC            | Brazylia | Serie A        | 4     | 0    | –                  | –     | –      |
| 2004/2005 | PSV Eindhoven (wyp.) | Holandia | Eredivisie     | 27    | 3    | Liga Mistrzów UEFA | 13    | 2      |
| 2005/2006 | PSV Eindhoven (wyp.) | Holandia | Eredivisie     | 28    | 2    | Liga Mistrzów UEFA | 7     | 0      |
| 2006/2007 | PSV Eindhoven (wyp.) | Holandia | Eredivisie     | 29    | 6    | Liga Mistrzów UEFA | 8     | 2      |
| 2007/2008 | Chelsea F.C.         | Anglia   | Premier League | 28    | 2    | Liga Mistrzów UEFA | 6     | 1      |
| 2008/2009 | Chelsea F.C.         | Anglia   | Premier League | 24    | 2    | Liga Mistrzów UEFA | 9     | 1      |
| 2009/2010 | Chelsea F.C.         | Anglia   | Premier League | 16    | 1    | Liga Mistrzów UEFA | 2     | 0      |
| 2010/2011 | Chelsea F.C.         | Anglia   | Premier League | 15    | 2    | Liga Mistrzów UEFA | 4     | 0      |
| 2011/2012 | Chelsea F.C.         | Anglia   | Premier League | 3     | 0    | Liga Mistrzów UEFA | 3     | 0      |
| 2011/2012 | Paris Saint-Germain  | Francja  | Ligue 1        | 15    | 2    | –                  | –     | –      |
| 2012/2013 | Paris Saint-Germain  | Francja  | Ligue 1        | 24    | 2    | Liga Mistrzów UEFA | 7     | 2      |
| 2013/14   | Paris Saint-Germain  | Francja  | Ligue 1        | 31    | 2    | Liga Mistrzów UEFA | 7     | 0      |
| 2014/15   | AC Milan             | Włochy   | Serie A        | 21    | 1    | -                  |       |        |
| 2015/16   | AC Milan             | Włochy   | Serie A        | 25    | 3    | -                  |       |        |

## Kariera reprezentacyjna
W kadrze Brazylii Alex zadebiutował 17 lipca 2003 roku, kiedy to zagrał w przegranym 0:1 finałowym meczu Złotego Pucharu CONCACAF z Meksykiem. Wraz z reprezentacją wystąpił na wygranym przez Brazylijczyków turnieju Copa América 2007. Łącznie w barwach narodowych rozegrał do tej pory 17 spotkań w których ani razu nie wpisał się na listę strzelców.

## Sukcesy
- Santos
  - Campeonato Brasileiro Série A: 2002
- PSV
  - Mistrzostwo Holandii: 2004/2005, 2005/2006, 2006/2007
  - Puchar Holandii: 2005
- Chelsea
  - Mistrzostwo Anglii: 2009/2010
  - Puchar Anglii: 2009, 2010
  - Tarcza Wspólnoty: 2009
- Reprezentacja
  - Copa América: 2007